# Sclerocactus scheeri
Sclerocactus scheeri là một loài thực vật có hoa trong họ Cactaceae. Loài này được (Salm-Dyck) N.P. Taylor miêu tả khoa học đầu tiên năm 1987.

## Hình ảnh

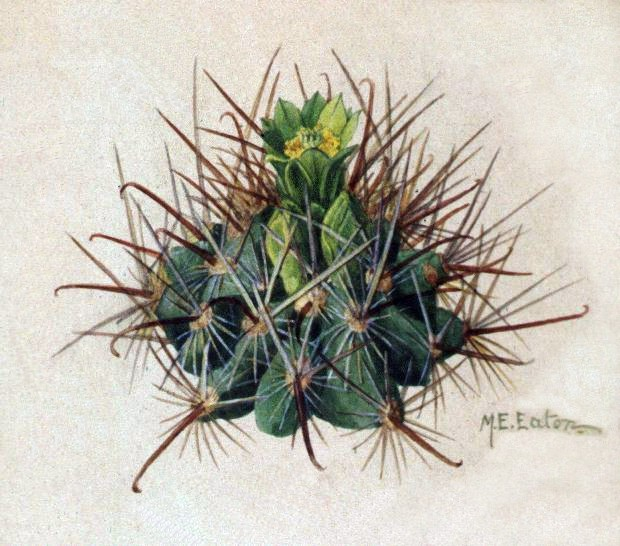
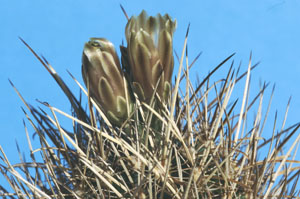